# Grigorij Priadczenko
Grigorij Kononowicz Priadczenko (ros. Григорий Кононович Прядченко, ur. w maju 1895 we wsi Orlik w guberni kurskiej, zm. 27 lipca 1937 w Charkowie) – radziecki polityk.
Służył w armii rosyjskiej, od listopada 1917 do maja 1919 był przewodniczącym komitetu wykonawczego rady powiatowej w Starym Oskole, od stycznia 1918 członek RKP(b). W 1918 kierownik wydziału rady miejskiej w Starym Oskole, od maja 1919 do lipca 1921 komisarz pułku Armii Czerwonej, od lipca 1921 do sierpnia 1923 pracownik Komitetu Wykonawczego Kurskiej Rady Gubernialnej, od 23 sierpnia 1923 do 30 kwietnia 1925 przewodniczący tego komitetu. Od września 1925 do kwietnia 1927 członek Małej Rady Komisarzy Ludowych RFSRR, od kwietnia 1927 do 1928 przewodniczący komitetu wykonawczego tambowskiej rady gubernialnej, w latach 1928-1929 przewodniczący komitetu wykonawczego tambowskiej rady okręgowej. Od lutego 1929 do stycznia 1930 zastępca przewodniczącego Komitetu Wykonawczego Obwodowej Rady Centralno-Czarnoziemskiej, od stycznia 1930 do 4 kwietnia 1931 przewodniczący Małej Rady Komisarzy Ludowych RFSRR, w 1931 przewodniczący Komitetu ds. Prasy przy Radzie Komisarzy Ludowych RFSRR. Od 14 października 1931 do października 1935 przewodniczący Komitetu Wykonawczego Rady Kraju Północnego, od października 1935 do lipca 1937 przewodniczący Komitetu Wykonawczego Charkowskiej Rady Obwodowej, od 3 czerwca do 4 lipca 1937 członek KC KP(b)U.
W lipcu 1937 aresztowany i rozstrzelany.